# Chiesa di Santa Lucia (Parma, capoluogo)
La chiesa di Santa Lucia è un luogo di culto cattolico dalle forme barocche, situato in strada Cavour 11 a Parma, in provincia e diocesi di Parma.

## Storia
La chiesa, detta in origine San Michele in Canale, è menzionata per la prima volta nei documenti nel 1223; il 22 febbraio 1294 venne attribuita all'insigne capitolo collegiale di San Giovanni Battista, che vi inviava un sacerdote per la cura d'anime.
Nel XVII secolo vi furono attivi i confratelli la compagnia di San Carlo, eretta nel 1615, e i preti della congregazione dell'Oratorio. Ampliata e rinnovata su progetto dell'architetto Mauro Oddi, il 6 maggio 1697 la chiesa fu riconsacrata dal vescovo Giuseppe Olgiati e intitolata a santa Lucia.
La chiesa rimase chiusa dal 1913 al 1931.

## Descrizione
La facciata della chiesa fu disegnata da Mauro Oddi ma le sculture che l'adornano (il San Biagio e la Santa Lucia nelle nicchie e il medaglione con la figura della titolare) sono di Giacomo Barbieri.
L'interno è a navata unica, con tre cappelle per lato.
La pala sull'altare maggiore, rappresentante l'ultima comunione di santa Lucia (1730), è uno dei capolavori del pittore veneziano Sebastiano Ricci; la chiesa conserva anche dipinti di Giulio Cesare Amidano e Antonio Ligori.
Gli affreschi della cupola sono del teatino Filippo Maria Galletti.